# Nakhon Ratchasima (provins)
Nakhon Ratchasima (thai: นครราชสีมา) är en thailändsk provins (changwat). Den ligger i den nordöstra delen av Thailand. År 2000 hade provinsen 2 565 117 invånare på en areal av 20 494 km². Provinshuvudstaden är Nakhon Ratchasima.

## Administrativ indelning
Provinsen är indelad i 32 distrikt (amphoe). Distrikten är i sin tur indelade i 363 subdistrikt (tambon) och 3743 byar (muban).